# Philippe Roman (peintre)
Philippe Roman, né à Saint-Sauveur (Meurthe-et-Moselle) en 1927 et mort en 1999, est un peintre français. 

## Biographie
Roman est Saint-Sauveur (Meurthe-et-Moselle), dans une famille protestante. Sa mère est morte peu de temps après sa naissance. Violé physiquement par sa belle-mère, ignoré par son père, Roman a décrit plus tard son enfance comme « un enfer », ce qui ne s'est terminé que par l'invasion allemande de 1940 qui a dispersé la maisonnée. 
Roman a commencé à peindre tout en étudiant la chimie. Il a ensuite occupé un poste dans une banque à Beyrouth, près du domicile de son oncle, l'archéologue Henri Seyrig. En 1953, lors d'une visite à Paris, il rencontre l'écrivain Pierre Jean Jouve et son épouse, la psychanalyste Blanche Reverchon. Roman décrira plus tard cette rencontre comme une « seconde naissance ». L'été suivant, il entreprend une psychanalyse avec Reverchon, au cours de laquelle il abandonne la banque pour se consacrer à la peinture. Sous l'influence de Jouve, il rejette la vogue de l'art abstrait et se consacre à la figuration. Il se rapproche d'autres artistes de leur entourage, dont Alberto Giacometti, Raymond Mason et Balthus, dont le travail devient une source d'inspiration et d'inquiétude. « Même maintenant, écrivait Roman en 1987, je tremblerais si je montrais mon travail à Balthus ». Roman était un ami et patron de Pierre Boulez. 
En 1963, il épouse l'artiste Véronique Jordan, avec qui il aura un fils, Emmanuel Roman. Le mariage s'est terminé par un divorce. 
La critique Martine Broda a loué les paysages de Roman pour leur « étrange étrangeté… comme un souvenir du monde avant la Chute ». Nombre d'entre eux évoquent la région de l'Engadine, où Roman passa les étés à Jouve et à Reverchon. Comparant ses propres peintures à celles des œuvres favorites de Jouve - David, Delacroix, Manet, Balthus -, Roman écrivait autrefois: ni de cette tradition. Je n'étais pas fait pour leur continuation, ou alors j'y suis arrivé trop tard ». 
Roman a participé, avec Ron Kitaj, Jim Dine, Sam Szafran et David Hockney, à l'exposition « Nouvelle subjectivité » de 1979 à Bruxelles au Palais des Beaux-Arts. Son œuvre est représenté par la galerie Ditesheim. Le Philippe Roman Chair in History and International Affairs de la London School of Economics est nommée en son honneur[réf. nécessaire].